# PC Engine
La PC Engine es una videoconsola que fue lanzada primeramente en Japón por NEC y Hudson Soft el 30 de octubre de 1987. El sistema fue lanzado en el mercado estadounidense a finales de agosto de 1989 con el nombre de TurboGrafx-16. Originalmente era la competencia de la consola Family Computer de Nintendo, pero terminó compitiendo con SEGA Génesis / SEGA Mega Drive de SEGA y posteriormente con la Super Nintendo Entertainment System de Nintendo.
Una versión PAL basada en el rediseño americano también fue lanzada en algunos países del continente europeo (entre ellos, España) en 1990 bajo el nombre de Turbografx (sin incluir el "16" en el nombre que llevaba la americana y con la "G" de "Grafx" cambiada a minúscula), pero era muy difícil encontrar la consola ya que fueron fabricadas muy pocas unidades al cancelarse los planes europeos de lanzamiento a gran escala. Francia, por su parte, recibió consolas japonesas legalmente importadas.
La PC Engine fue un sistema de 8 bits con un chip gráfico de 16 bits, capaz de mostrar 512 colores en pantalla. Fue descontinuada en 1994.

## Historia
La consola PC Engine fue un trabajo correalizado entre el creador de software japonés Hudson Soft (actualmente remplazado por Konami) y NEC. Hudson estaba buscando ayuda financiera para una consola que ellos habían diseñado (en ese tiempo se llamaba HE System) y NEC estaba buscando cómo entrar en el lucrativo mercado de los videojuegos. La PC Engine fue una consola muy pequeña debido principalmente a una arquitectura eficiente de tres chips y a las tarjetas de juego HuCards, que eran unos cartuchos del tamaño de una tarjeta de crédito, pero algo más anchas. El interruptor de encendido posee una traba que impide extraer las HuCards de la consola una vez encendida. La PC Engine tenía un procesador HuC6280A (65SC02 modificado) y un procesador gráfico de 16 bits, además de un decodificador de video, todos ellos diseñados por Hudson. 
Con los HuCards, se implementó el bloqueo regional, en donde las HuCards japonesas no pueden funcionar en una consola estadounidense y viceversa, debido al reestructurado de los pinouts. Sin embargo, existen conversores de HuCards que eliminan dicho bloqueo en modelos TurboGrafx y, con un poco de habilidad de soldadura, usuarios colocan el pin 29 del procesador a [GND] (Tierra) en otros modelos. Las únicas excepciones son los HuCards exclusivos de SuperGrafx, que no puede ejecutarse en modelos anteriores, y la versión estadounidense de Klax, que no posee bloqueo regional. Además, juegos como Dungeon Explorer, Bomberman '93 y Moto Roader requieren el uso de multitaps debido a que fueron creados para hasta 5 jugadores. 
Con el primer accesorio, el CD-ROM² System, fue la primera consola que tenía la opción de un añadido de CD permitiendo obtener las mejoras por utilizar un sistema basado en CD: 64 kB de memoria, costes más baratos, sonido mejorado basado en Dolby Surround en algunos juegos como Super Darius y compatibilidad con Red Book. Super CD-ROM² System aumenta a 256 kB de memoria y es requisito para los juegos creados en Super CD-ROM², pero requiere la tarjeta Super System Card 3.0 para jugarlo en CD-ROM² original.
La PC Engine fue un sistema popular en Japón, vendiendo más que la Famicom de Nintendo en los primeros compases desde su lanzamiento, algo bastante difícil teniendo en cuenta que entre 1987 y 1993 se lanzaron 17 variantes en total a nivel mundial, incluyendo su variante PC Engine CoreGrafx, 3 modelos portátiles, 2 modelos que solo soportan HuCards y 4 modelos incorporan lectores de HuCards y CD-ROM²/Super CD-ROM² en una sola consola.
A pesar del éxito del sistema, empezó a perder fuerza cuando aparecieron las consolas SEGA Mega Drive (SEGA Génesis en América) de SEGA en 1989, y posteriormente la Super Nintendo Entertainment System de Nintendo en 1990, ambas consolas con procesadores centrales de 16-bits, a diferencia del PC Engine cuyo procesador central es de 8-bits, y solo el de vídeo es de 16-bits.
En 1989, PC Engine tuvo una actualización mayor llamada PC Engine SuperGrafx. En ella, soporta 2 capas de fondo (como la SEGA Mega Drive), en vez de una en los modelos restantes. Solo se hicieron 5 juegos para esa consola debido al alto costo de producción y a las críticas negativas.
En 1994, NEC realizó un último esfuerzo, para resucitar al sistema PC Engine, lanzando la expansión Arcade Card, lo que aumenta la cantidad de memoria RAM hasta los 2MB; algunos juegos que se aprovecharon de esto fueron conversiones de juegos populares de la Neo-Geo de SNK. La memoria adicional permitía a la consola mostrar gráficos con polígonos 3D pre-renderizado. Aunque fue demasiado tarde, ya que solo una pequeña cantidad de juegos fueron lanzados aprovechando esta expansión, tales como Garou Densetsu 2, Ryūko no Ken y Ginga Fukei Densetsu Sapphire. Es necesario un conversor de HuCards en TurboGrafx-16 si el usuario jugase uno de los juegos de Arcade CD-ROM² en dicha variante de la consola.
En 2006, se confirmó la descarga de varios juegos de esta consola desde la consola Wii de Nintendo en el sistema de descarga conocido como "Consola Virtual" (Virtual Console) desde el Canal Tienda Wii, que permite disfrutar de ciertos juegos (entre HuCard, CD-ROM² y Super CD-ROM²) lanzados en este sistema.
En 2019, durante el E3 2019 y el Tokyo Game Show 2019, Konami anunció el PC Engine Mini, una consola dedicada que contiene 60 juegos, 2 de ellos exclusivos de Japón y Salamander excluido en dicho país, siendo la primera revisión de hardware de PC Engine hecha por Konami desde el cierre de Hudson Soft en el 2012. En Japón se lanzó el modelo PC Engine original, mientras que en Europa se lanzó el modelo PC Engine CoreGrafx, y en Estados Unidos se lanzará el modelo TurboGrafx-16, todos ellos para 2020, a pesar de que la pandemia de COVID-19 retrasó su producción.

## Periféricos

### CD-ROM² System
En 1988, apareció el primer periférico para la consola, un lector de CD llamado CD-ROM². El lector se conectaba a la unidad de interfaz, lo cual energiza tanto a la consola como al mismo lector. Empresas competidoras como SEGA o como Sony crearían el lector y la consola, respectivamente.

### Super CD-ROM² System
En 1991, apareció un segundo lector mejorado llamado Super CD-ROM², ese lector tiene la versión del BIOS actualizada a 3.0, y no necesita la unidad de interfaz, ya que el mismo lector energiza la consola. Super System Card 3.0 es requerido para el lector CD-ROM² original, ya que no soporta juegos creados para Super CD-ROM². Las consolas DUO (tales como PC Engine Duo, Turbo Duo, PC Engine Duo-R, etc.) fusionan la consola con el lector y no necesita la Super System Card 3.0.

### Arcade CD-ROM²
En 1994, NEC introdujo 2 tarjetas llamadas Arcade Cards, lo que aumenta la cantidad de RAM hasta los 2MB. Los usuarios del CD-ROM² original requieren usar la Arcade Card Pro, ya que combina la Arcade Card Duo con la Super System Card 3.0. Los usuarios de consolas Duo o del Super CD-ROM² requieren usar la Arcade Card Duo. Todos los juegos que requerían dicho dispositivo están marcados como Arcade CD-ROM², y no arrancan si la Arcade Card no fuese insertada.

## Galería
|  |  |  |
|  |  |  |
|  |  |  |